# Kopciuszek (film 1947)

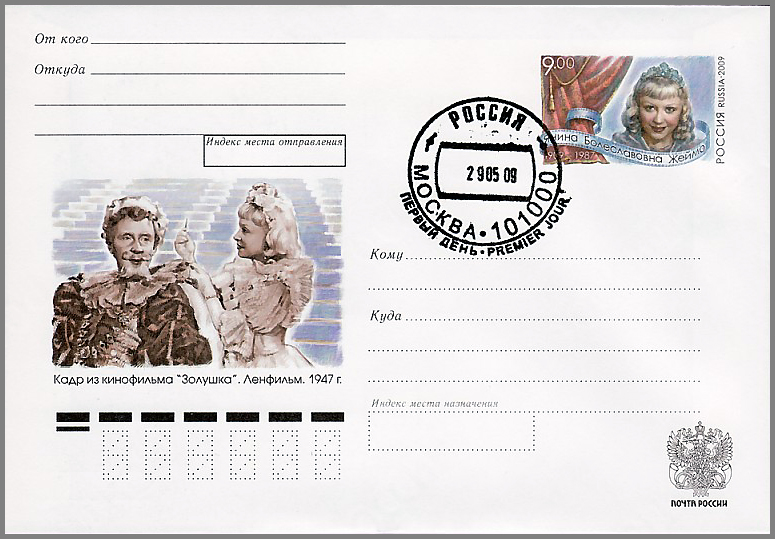
Janina Żejmo (Kopciuszek) i Erast Garin (król) na rosyjskiej kopercie pocztowej z 2009 roku

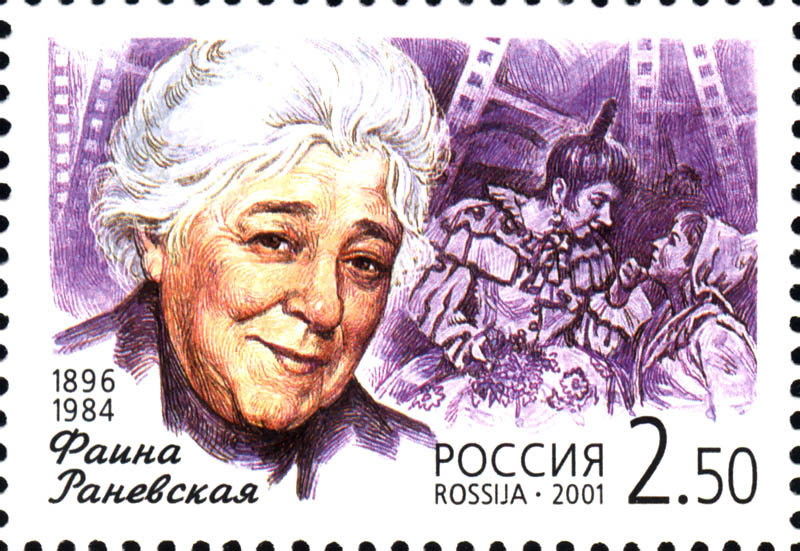
Film "Kopciuszek" - w roli macochy Faina Raniewska na rosyjskim znaczku pocztowym z 2001 roku

Kopciuszek (ros. Зо́лушка, Zołuszka) – radziecka czarno-biała baśń filmowa z 1947 roku w reżyserii Nadieżdy Koszewierowej i Michaiła Szapiro wytwórni Lenfilm studio. Scenariusz napisał Jewgienij Szwarc na podstawie bajki Charles’a Perraulta o tej samej nazwie. Janina Żejmo w roli głównej wykreowała subtelną i poetycką postać Kopciuszka. Film poddano koloryzacji.

## Fabuła
Macocha i jej złe córki - Anna i Marianna wykorzystują Kopciuszka jako służącą. Z pomocą dziewczynie przychodzi dobra wróżka. Kopciuszek idzie na królewski bal, gdzie zakochuje się w przystojnym księciu. Niestety o północy kończy się magia, a Kopciuszek musi wrócić do swojego dawnego życia. Podczas opuszczania pałacu dziewczyna gubi szklany pantofelek, dzięki któremu książę ma odnaleźć swoją pannę.

## Obsada
- Janina Żejmo jako Kopciuszek
- Aleksiej Konsowski jako książę
- Erast Garin jako król
- Faina Raniewska jako macocha
- Jelena Jungier jako Anna, pierwsza córka
- Tatjana Siezieniewska jako Marianna, druga córka
- Wasilij Mierkurjew jako leśniczy, ojciec Kopciuszka
- Aleksandr Rumniow jako markiz Pas de Trois
- Warwara Miasnikowa jako wróżka
- Igor Klimienkow jako paź
- Siergiej Filippow jako kapral
- Anatolij Korolkiewicz jako odźwierny
- Konstantin Adaszewski jako herold

## Kadry z filmu

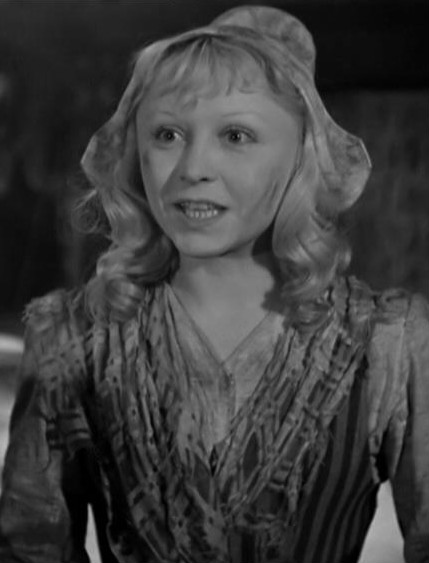
Janina Żejmo jako Kopciuszek
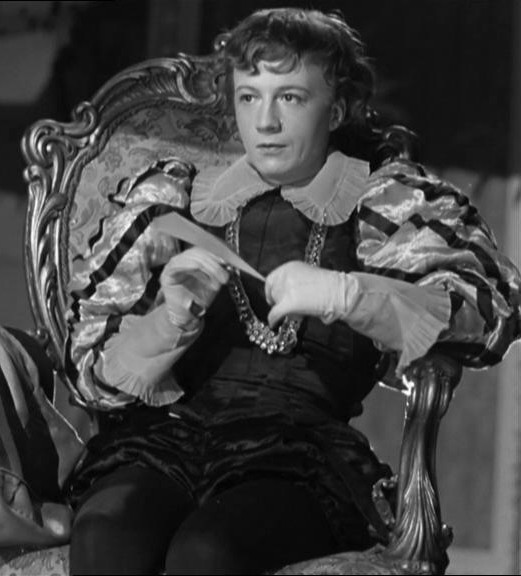
Aleksiej Konsowski jako książę
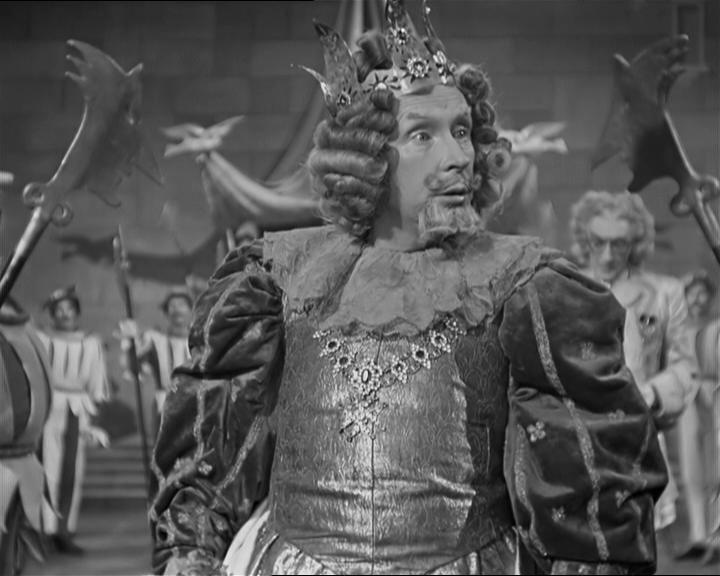
Erast Garin jako król
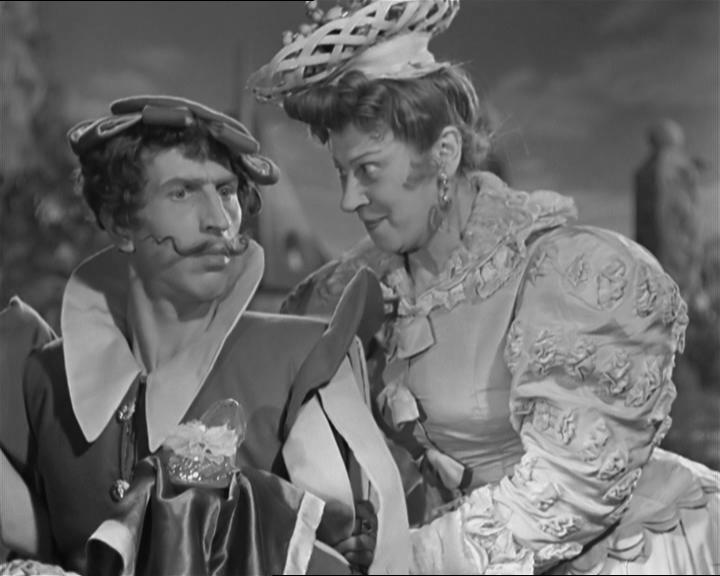
Siergiej Filippow jako kapral i Faina Raniewska jako macocha
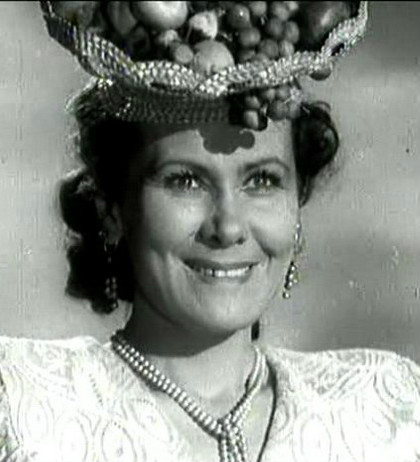
Jelena Jungier jako Anna
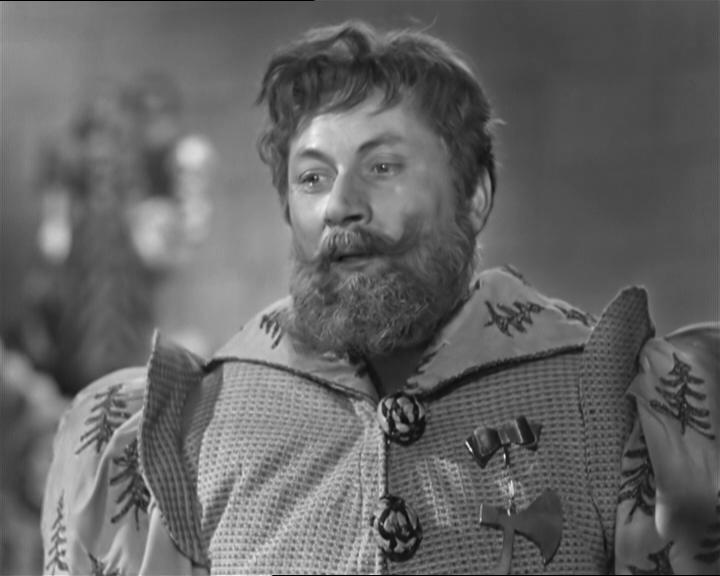
Wasilij Mierkurjew jako leśniczy, ojciec Kopciuszka
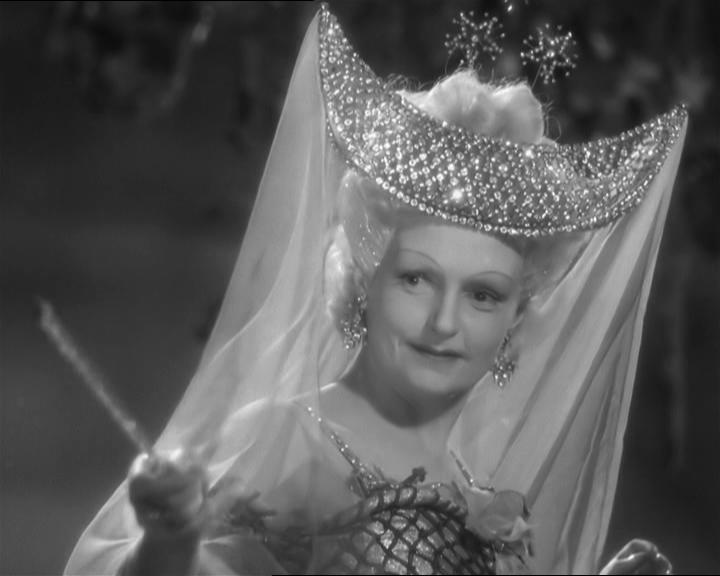
Warwara Miasnikowa jako wróżka
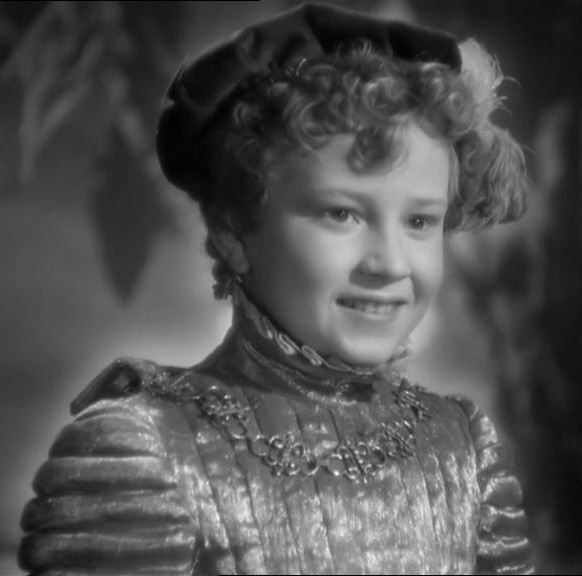
Igor Klimienkow jako paź
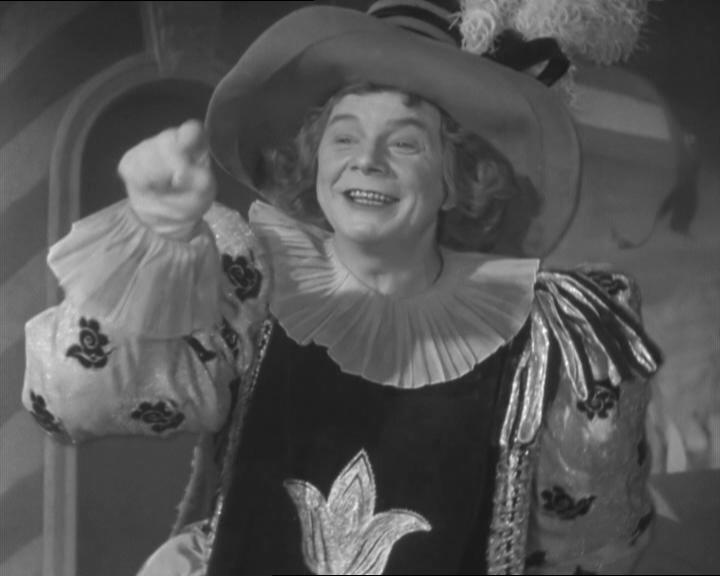
Konstantin Adaszewski jako herold

## Oglądalność
3 107 409 – liczba widzów od premiery do roku 1969.